# John Baptist Attakruh
John Baptist Attakruh (ur. 13 października 1957 w Juabo) – ghański duchowny katolicki, biskup Sekondi-Takoradi od 2021.

## Życiorys

### Prezbiterat
Święcenia kapłańskie przyjął 30 lipca 1989 i został inkardynowany do diecezji Sekondi-Takoradi. Był m.in. wicerektorem niższego seminarium, dyrektorem ośrodka katechetyczno-duszpasterskiego w Apowa, diecezjalnym dyrektorem Papieskich Dzieł Misyjnych oraz wykładowcą regionalnego seminarium w Cape Coast. W 2020 mianowany administratorem diecezji.

### Episkopat
24 czerwca 2021 papież Franciszek mianował go biskupem ordynariuszem Sekondi-Takoradi. Sakry udzielił mu 24 września 2021 nuncjusz apostolski w Ghanie – arcybiskup Henryk Jagodziński.